# Melanotopelia toensbergii
Melanotopelia toensbergii är en lavart som först beskrevs av Vezda & Kantvilas, och fick sitt nu gällande namn av Lumbsch & Mangold 2008. Melanotopelia toensbergii ingår i släktet Melanotopelia och familjen Thelotremataceae.   Inga underarter finns listade i Catalogue of Life.